# 트렐레보리

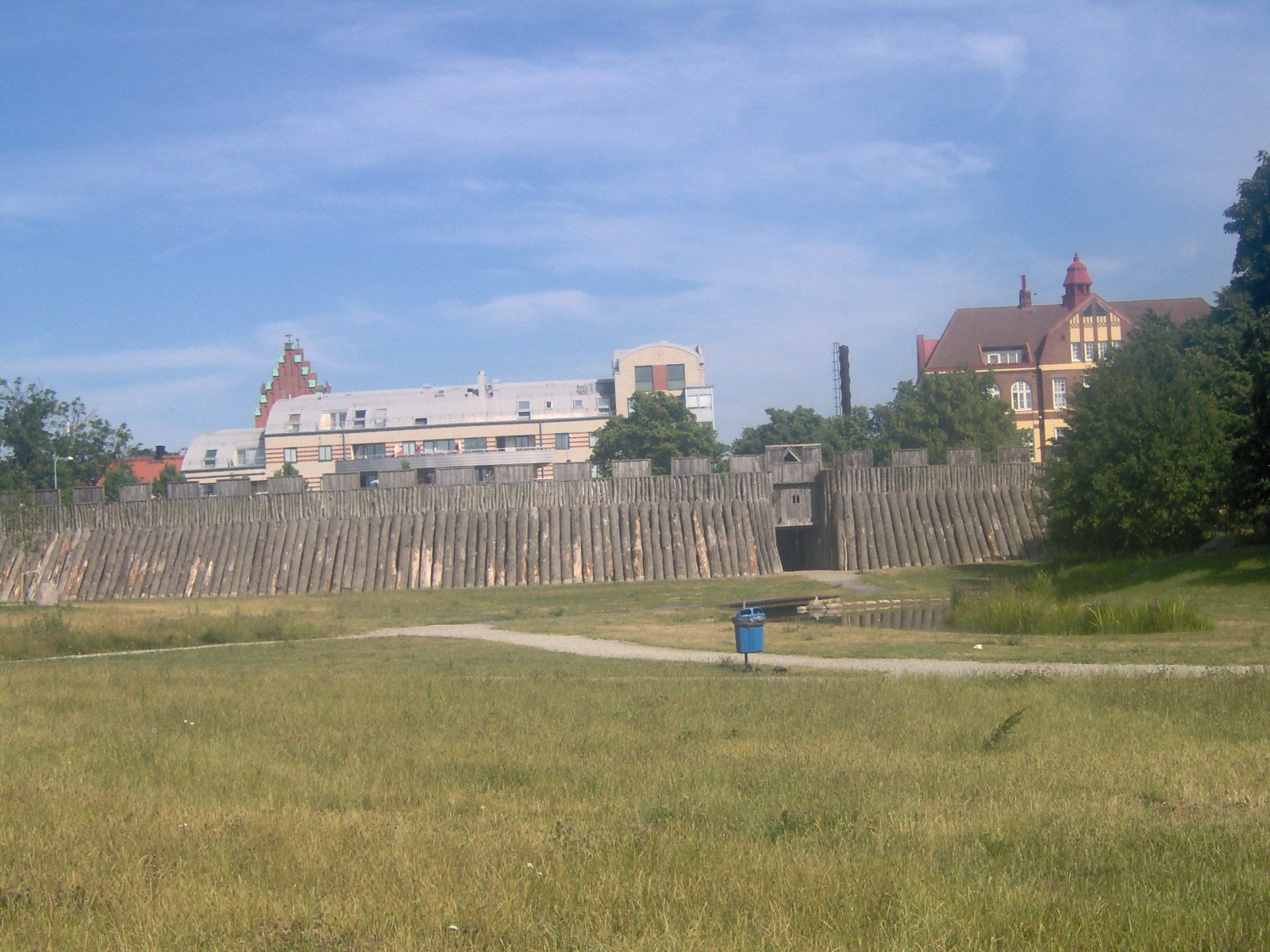
트렐레보리

트렐레보리(스웨덴어: Trelleborg)는 스웨덴 스코네주에 위치한 도시로, 면적은 13.66 km2, 인구는 28,290명(2010년 기준), 인구 밀도는 2,071명/km2이다. 스웨덴 최남단에 위치한 도시이다.

시 문장

## 자매 도시
- 독일 자스니츠